# Nymburk

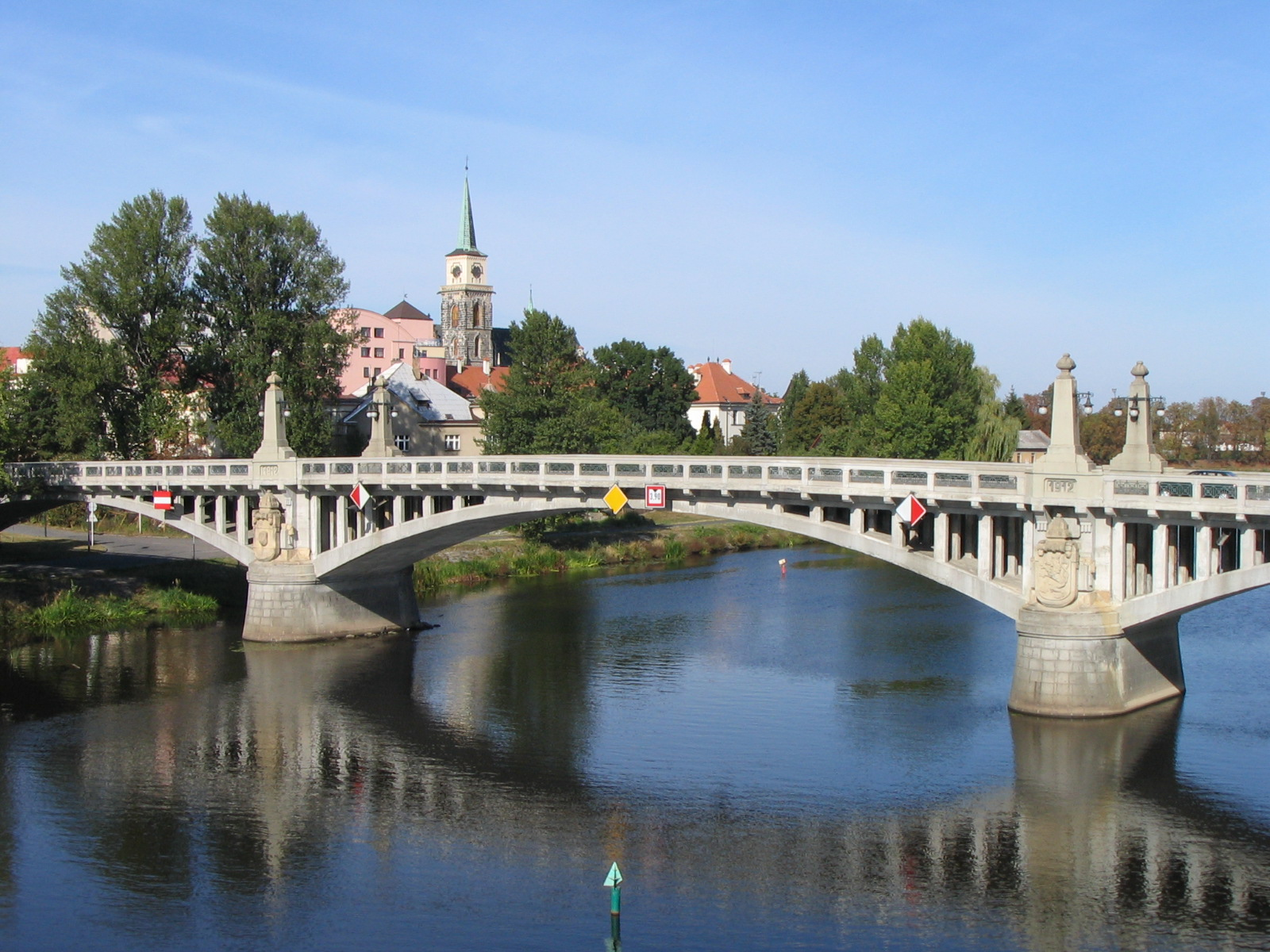
Nymburk. Most na Łabie

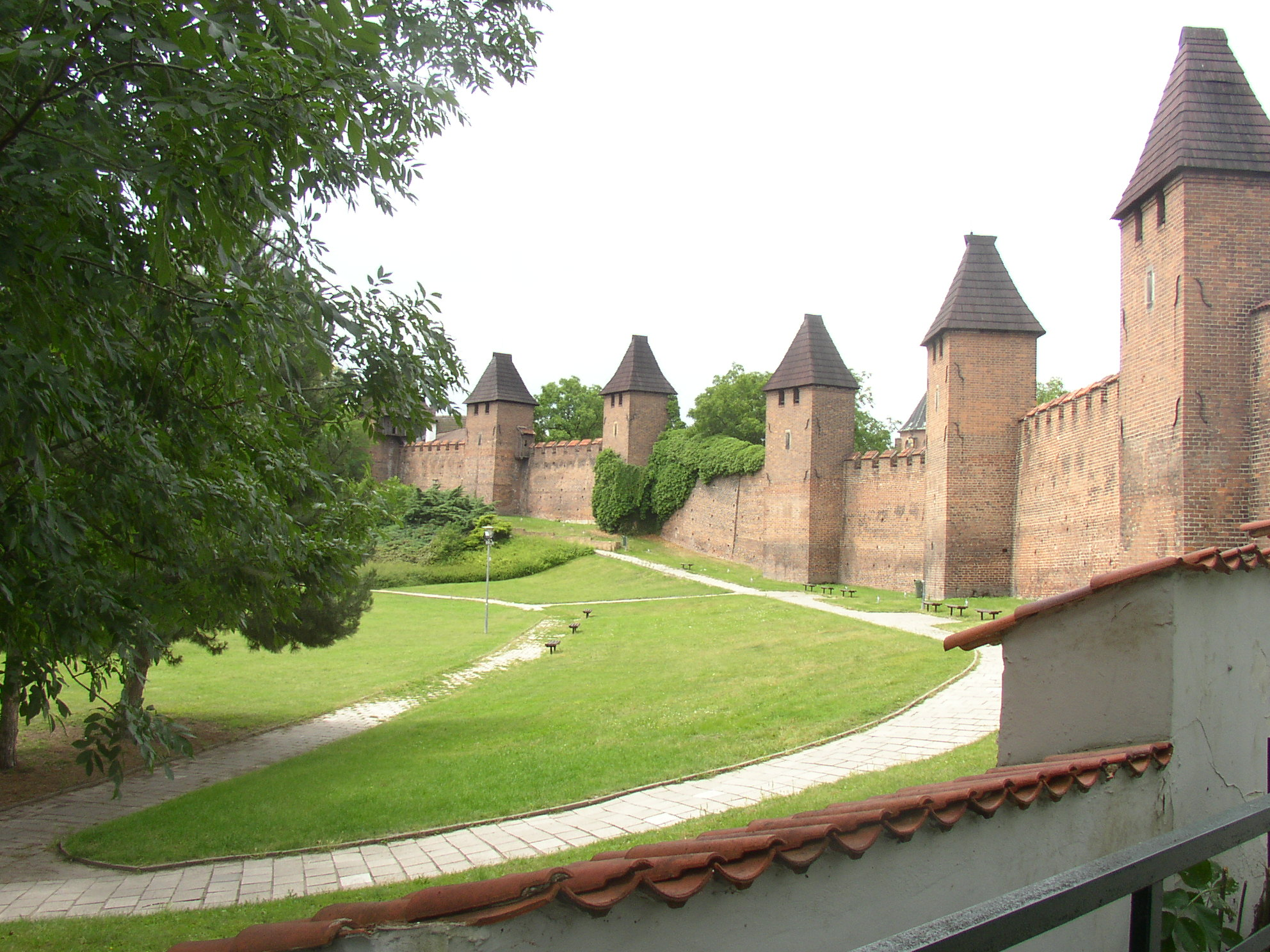
Mury obronne

Nymburk (niem. Nimburg, Neuenburg an der Elbe) – miasto powiatowe w Czechach w kraju środkowoczeskim nad rzeką Łabą, 53 km na wschód od Pragi.
Jako miasto istnieje od XIII w. (prawa miejskie nadał Przemysław Ottokar w 1275) na terenach, gdzie osadnictwo sięga czasów prehistorycznych. Z okresu średniowiecznego zachował się gotycki kościół i – w dużej mierze zrekonstruowane i przebudowane – potężne mury obronne. Miasto zniszczone podczas wojny trzydziestoletniej.
Oprócz wymienionych warte obejrzenia są jeszcze: 
- Renesansowy ratusz[3]
- Park w stylu angielskim na wyspie
- Dom kata (Hořice)
- Pozostałości kolejarskiego „miasta-ogrodu” (zał. w 1916) w okolicach dworca[3]
- Browar, w budynkach którego mieszkał młody Bohumil Hrabal, produkuje Postřižinské pivo[4].

## Komunikacja
W mieście znajdują się dwie stacje kolejowe Nymburk hlavní nádraží i Nymburk město.

## Gospodarka
W mieście rozwinął się przemysł maszynowy, odzieżowy oraz spożywczy.

## Kultura
- Vlastivědné muzeum Nymburk z wystawą poświęconą Hrabalowi[6], należy do Polabské muzeum

## Miasta partnerskie
- Mytiszczi
- Neuruppin
- San Giorgio
- Újfehértó
- Vrútky
- Żarów[7]